# Polynesisk flikhonungsfågel
Polynesisk flikhonungsfågel (Foulehaio carunculatus) är en fågel i familjen honungsfåglar inom ordningen tättingar.

## Utseende och läte
Polynesisk flikhonungsfågel är en medelstor olivgrå honungsfågel med olivgrön anstrykning på strupe, rygg och vingar. Utmärkande är en stor gul hudflik som sträcker sig från näbbroten till nacken. Arten liknar kandavuhonungsfågeln, men har mycket mindre gult i ansiktet. Bland lätena hörs ljudliga melodiska visslingar och klockliknande ljud.

## Utbredning och systematik
Fågeln förekommer på Samoa, östra Fijiöarna, Lauöarna och Tonga. Den behandlas som monotypisk, det vill säga att den inte delas in i några underarter. Tidigare betraktades polynesisk flikhonungsfågel, nordlig flikhonungsfågel (F. taviunensis) och sydlig flikhonungsfågel (F. procerior) vara samma art. 

## Status och hot
Arten har ett stort utbredningsområde, men tros minska i antal, dock inte tillräckligt kraftigt för att den ska betraktas som hotad. Internationella naturvårdsunionen IUCN listar arten som livskraftig (LC).